# Царева Левада
Царева Левада (болг. Царева Ливада) — село (поселення) в Габровській області Болгарії, підпорядковане общині Дряново. В селі налічується 774 мешканців.